# エフエムふくやま
株式会社エフエムふくやまは、広島県福山市を中心とした備後をエリアとするコミュニティFMである。愛称はレディオBINGO。

## 概要
独自の商圏を形成している瀬戸内の中核市・福山市にある福山商工会議所が中心となって1996年に設立され、放送電力の規制緩和（1w→10w）を契機に備後地域の活性化を主な目的として開局した。
中国地方では最初に予備免許を受け、最初に開局、全国では39番目に開局したコミュニティFMである。
「真に価値ある情報を発信し 備後地域の生活文化の発展に寄与する」ことを経営理念としている。また、制作スタッフが「地域ジャーナリスト」として地域のさまざまな問題を取材し、ゲストを招いて討論番組を放送するなど、番組が地域の問題を考える契機となるよう務めている。スタジオは福山商工会議所内に設け、福山市瀬戸町の彦山に最初の送信所を建設した。当初は資本金5000万円、従業員8人で設立された。

## 沿革
- 1996年（平成8年）
  - 1月9日 - 会社設立[7]。
  - 8月8日 - 中国地方初のコミュニティFMとして開局[4]。
  - 10月12日 - 福山市営競馬実況バラエティ番組放送開始。
  - 12月19日 - 第1回映画試写会（ファイナルプロジェクト）開催[8]。
- 1997年（平成9年）
  - 2月14日 - 福山市と災害情報放送に関する協定を締結[9]。
- 1999年（平成11年）
  - 11月30日 - 放送電力を10Wから20Wに増力。
  - 11月12日 - 東瀬戸内圏のコミュニティFM6局（FMくらしき・レディオモモ・MAN de GAN815・FMマリノ78.0・FMサン・FMセト）とともに、中四国のブロックを越えた「瀬戸内コミュニティFMネットワーク」を立ち上げた。
  - 12月24日 - 瀬戸内コミュニティFMネットワーク7局ネット番組「瀬戸大橋サウンドクルージン」を香川県与島の特設サテライト・スタジオから公開生放送。
- 2000年（平成12年）
  - 5月1日 - ひろしまPステーションの開局と同時に番組の相互乗り入れ開始。
  - 5月15日 - 中国地方のコミュニティFMで初のラジオカー（中継車）導入。
  - 8月1日 - 国土交通省福山河川国道事務所と緊急放送設備の使用に関する協定を締結[9]。
  - 8月15日 - 花火大会（福山夏まつり2000）の実況中継を中国地方で初めて放送。
  - 11月30日 - 介護保険情報ガイド「びんごシルバーページ」発行。
- 2001年（平成13年）
  - 3月3日 - 教育討論番組シリーズ放送開始（1回目のテーマ：不登校）[10]。
- 2002年（平成14年）
  - 3月29日 - ひろしまPステーションとの番組の相互乗り入れ解消。
  - 9月 - 福山市議会ダイジェスト放送開始。
- 2003年（平成15年）
  - 1月1日 - ファンカード事業開始。
- 2007年（平成19年）
  - 4月2日 - Ustreamにてサイマル放送開始。
  - 4月16日 - NHK広島放送局の地域情報番組「ひるまえワイド」内コーナー「ひるまえウォッチング」に地域情報を提供開始[11]。
  - 7月23日 - 北朝鮮による日本人拉致問題の啓発CMを放送開始。
- 2008年（平成20年）
  - 3月6日 - 多言語放送「地球市民」を開始。
  - 4月7日 - NHK広島放送局の地域情報番組「ひるまえワイド」のリニューアル後番組「ひろもり」内コーナー「まちかどウォッチング」に地域情報を提供開始[12]。
- 2012年（平成24年）
  - 2月2日 - 福山市新市町戸手に中継局[注 1]を設置[13][14][15][16]。
  - 5月1日 - JCBAインターネットサイマルラジオにてサイマル放送開始[17]。

## 特徴

### 番組編成
自社制作番組、J-WAVE、ミュージックバードで構成されている。J-WAVEの番組はCMがフィラー音楽に差し替えられている。
自社制作番組では中国新聞の論説委員、山陽新聞の支社長、朝日新聞の記者、毎日新聞の支局長と記者、地元誌の経済リポートの社長が定期出演して地域ニュースを解説するコーナーがある。不定期に、読売新聞、地元紙の大陽新聞の記者が出演することもある。

### 拉致問題啓発活動
政府の拉致問題対策本部は2007年3月15日から同年3月31日にかけて、全国114局の民放テレビ局で北朝鮮による日本人拉致問題啓発のテレビCMを初めて放送。このテレビCM放送を受けて、エフエムふくやまとCOME ON! FMが、テレビCMと同様に拉致問題の啓発を目的としたラジオCMを放送するよう拉致問題対策本部長である安倍晋三総理大臣（当時）に直接働きかけた結果、拉致問題啓発のラジオCMを放送することになった。
ラジオCMは拉致問題対策本部で制作し、「全ての拉致被害者を、日本は必ず取り戻す」と政府の強い決意を伝える内容である。また、日本コミュニティ放送協会に加盟する全国のコミュニティFM（当時加盟局188局）にも呼びかけ、北海道から沖縄まで51局のコミュニティFMの賛同を得、計53局が2007年8月1日から各局毎月50本以上放送開始した（現在の放送状況は不明）。
コミュニティFMとして「政府広報」を取り扱うことはこれが初めて。

### サイマル放送
ラジオ放送の聴取しにくいエリア対策として二つのサイトでサイマル放送を実施している。当初は自社制作番組に限定して、月〜金曜日の生活情報の帯番組3番組を中心に配信していた。
2014年6月1日からJCBAインターネットサイマルラジオでの24時間配信を開始したが、権利上の都合から、2020年5月までJ-WAVEの番組をミュージックバードの番組に差し替えていたため、公式HPではサイマル放送の番組表が別に公開されていた。J-WAVEのサイマルラジオ配信解禁後は一本化されている。
Ustreamを用いたサイマル放送（当初は独自サーバによるサイマル放送で途中からUstreamによるサイマル放送）
- 2007年3月1日よりインターネットによる制作番組の音声とスタジオ内外の映像をストリーミングするサイマル放送の実証実験を行い、同年4月2日より正式運用を開始した。
- 中四国のコミュニティFMとして初の取組で、スタジオ内にカメラを設置し、パーソナリティとゲストのトークの模様を中心に流しており、それ以外はJR福山駅北口周辺や芦田川にかかる神島橋・山手橋周辺の交通風景を流している。また、著作権などの問題から楽曲放送中は無音となる。

JCBAインターネットサイマルラジオを用いたサイマル放送
- 2012年5月1日よりJCBAインターネットサイマルラジオでもサイマル放送を開始した[17]。こちらは、著作権などの問題はクリアしているため楽曲も放送される。
- 開始当初からしばらくは自社制作番組・他社制作番組ともにモノラル音声に変換されていたが、2022年現在はステレオ音声で配信している。

### 多言語放送
- 2008年3月6日より中国地方のコミュニティFMでは初めてのポルトガル語との多言語放送を開始[19]。
- 2012年5月27日現在、ポルトガル語・韓国語・中国語・ベトナム語・タガログ語・英語の6か国語が扱われている[20]。

## 現在放送されている主な番組
- 2018年4月17日現在

自社制作番組
- 月曜 - 金曜
  - GO!GO!Bびんご〜（月 - 金 7:00 - 9:00）
  - おはようときめきタイム（月 - 金 9:00 - 11:15）
  - インフォメーション（お悔やみのお知らせなど、月 - 金 13:50 - 14:00）
  - イブニングステーション（月 - 金 16:40 - 19:00）
- 月曜
  - あなたの出番です!（19:00 - 19:30、再放送：土 11:00 - 11:30）
  - 我龍放送部のリズム＆ビート（19:30 - 20:00）
- 火曜
  - 子育て応援ラジオ『ママラジ』（12:15 - 13:00）
  - ブック・アンソロジー（19:00 - 20:00、再放送：土 10:00 - 11:00）
- 水曜
  - MANCAVE RADIO（12:15 - 13:00）
- 木曜
  - 多言語放送 『地球市民』（12:15 - 13:00）
  - MUSIC BINGO（19:00 - 20:00）

- 金曜
  - ジュエリー＆ウオッチ ミムラの幸せな仲間たち（第1・3金 11:15 - 11:45、再放送：第2・4金 11:15 - 11:45）
  - 銀幕NIGHT CLUB（19:00 - 19:30）
  - 溝入敬三の音楽定食（19:30 - 20:00）

J-WAVEの番組
- 月曜 - 日曜
  - ZAPPA
  - J'S SELECTION
- 月曜 - 木曜
  - JAM THE WORLD
  - SONAR MUSIC
  - SPARK
  - THE KINGS PLACE
- 金曜
  - CLUB INTIMATE
  - SUGAR WATER
  - SOUND STORAGE
  - SOMEWHERE IN ASIA
  - KING FRIDAY
  - MUSIC HUB
  - ORIENTAL MUSIC SHOW
  - WITH
- 土曜
  - POP OF THE WORLD
  - SEASONS
  - FRUIT MARKET
  - MUSICOLOGY
  - OTOAJITO
  - WORLD AIR CURRENT
  - CLASSY LIVING
  - TIME AND TIDE
  - BOOK BAR
  - SATURDAY NIGHT VIBES
- 日曜（終日J-WAVEの番組を放送）
  - SUNRISE FUNRISE
  - ACROSS THE SKY
  - ACTIVE ON SUNDAYS
  - TOKIO HOT 100
  - SAUDE! SAUDADE...
  - LIFESTYLE COLLEGE
  - DRIVE TO THE FUTURE
  - TRAVELLING WITHOUT MOVING
  - FUTURISM
  - J-WAVE SELECTION
  - JUMP OVER
  - GROWING REED
  - MUSIC HYPER MARKET
  - J-WAVE MUSIC SELECTION
  - 番組審議会報告

## 過去放送されていた主な番組
自社制作番組
- 今どき!NIGHT BINGO（旧・今どき?何どき?ドッキどき）
- ドクター堀口の医療革命
- せとうちSOULステーション（金曜夕方に放送。パーソナリティ:青山一発。ひろしまPステーションにもネット）
- アニメでアニメだ!（アニメ情報番組）
- 週刊ファンカード通信（火 19:00 - 19:30、再放送は木 16:30 - 17:00及び金 12:30 - 13:00）
- Stu's 洋楽タイム（金 22:00 - 23:00）
- BINGOおでかけ情報局（土 9:30 - 11:00）
- なかさんのネットアイランド - インターネット関連の情報番組だった。パーソナリティーは中川秀彦ほか。
- うまうまサウンドステーション（1996年 - 2009年、福山競馬開催日の14:00 - 16:40）
- 宮沢洋一のハッピーステージ（月 19:00 - 19:30、再放送は土 11:30 - 12:00）
- 想いが届くラジオ井亀明彦"WALK"（月 23:45 - 24:00）
- Radia'n Groove（水 19:00 - 19:30）
- ミュージック・ミュージック（金 12:15 - 13:00）
- Cantik（チャンティック）な朝（土 10:00 - 11:00）

ひろしまPステーション制作番組
- ラジオ屋さんのオムライス（月 - 金 12:00 - 14:00。天野真木子・桂幾子）

その他コミュニティ局の制作番組
- 夏目ナナのキラキラ☆moonbow - FM千里制作

J-WAVE
- HELLO WORLD
- RADIPEDIA
- MUSIC WONDERLAND
- MAKING SENSE
- TOKYO REAL-EYES
- VINTAGE GARAGE
- KISS AND HUG
- 360°
- SATURDAY SONIC
- DREAMERS ACADEMY
- OZ MEETS JAZZ
- MAKE IT 21
- J-WAVE SPECIAL
- ROCKETMAN SHOW!!
- J-WAVE SUNDAY LIBRARY
- LOHAS SUNDAY
- HAPPINESS
- TIME FOR BRUNCH
- CLASSY CAFE
- DRIVE TO THE FUTURE
- TOKYO CONCIERGE
- SCENARIO F
- BODY AND SOUL
- RADIO SAKAMOTO

## パーソナリティ
- 中村公隆
- 西田茂弘
- 丹下工
- 平野敬子
- 高橋秀年
- 佐原智代子
- 渡壁英史
- 平川実知子
- 難波詠子
- 長谷川裕美
- 三村真二
- 土居範子
- 木村みどり
- 高尾英里
- 金輪容子
- 水田真依子
- 嶋田ひとみ
- 福場千秋
- とめぞう
- 長竹千賀
- 小川瑞恵
- 大戸綾加
- 戸田雅恵
- 奥田哲生
- 村田民雄
- 前田ミチコ
- 金美香（キン ミヒャン）
- 張ケイエン
- 卜部ユン
- 岩本利之 - 1997年の開局から続く長寿番組『MUSIC BINGO』パーソナリティー

過去のパーソナリティ
- 小畠孝幸
- REY
- フィッシュマン
- 森隆稀（モーチャン、森真喜夫）
- 蟹藤寿美子
- 内海亜子
- 井口絵海 - 元エフエム大阪DJ。「桜絵海」と名乗っていた時期がある。
- 鈴木美穂
- 多田晴美
- 藤岡明美 - FM岡山DJ
- 青山一発
- 内川郁江
- 六条由季乃
- 中川秀彦 -『GO!GO!Bびんご〜』（木曜日）、『なかさんのネットアイランド』等を担当した。ベトナム移住のため離籍。
- 佐藤零香
- 藤井信
- 宮澤洋一
- 井亀明彦
- 加茂貴久
- 中根沙織
- 渡辺史保子
- 大西恵美子
- 宮口治子
- 渡部良枝
- 西川実知子
- 矢印→
- 山下道隆
- 重森京子
- 渡辺幸三
- 大淵法子
- 村上奈弥香
- 佐伯美香
- 今川和亮
- 佐藤友里子
- 桑田千寛
- 岩本慎司
- 前原秀俊
- 丸田清文 - 元中国放送アナウンサー
- 長藤光成 - 広島テレビ社員。元同局アナウンサー
- 町本絵里